# Vật lý thực nghiệm
Vật lý thực nghiệm là một phần của vật lý học chuyên sâu về các phương pháp thí nghiệm và quan sát, để tạo tiền đề phát triển cũng như để kiểm chứng vật lý lý thuyết.
Phương pháp thực nghiệm ra đời đã giải quyết những vấn đề thực tiến mà Aristotle không giải quyết được. Kể từ khi phương pháp thực nghiệm ra đời, các nhà vật lý đi tìm chân lý khoa học không phải bằng những cuộc tranh luận triền miên mà bằng cách tiến hành các thí nghiệm. Từ đó, thúc đẩy quá trình phát triển của Vật lý học và các cuộc cách mạng công nghiệp